# Taboriten

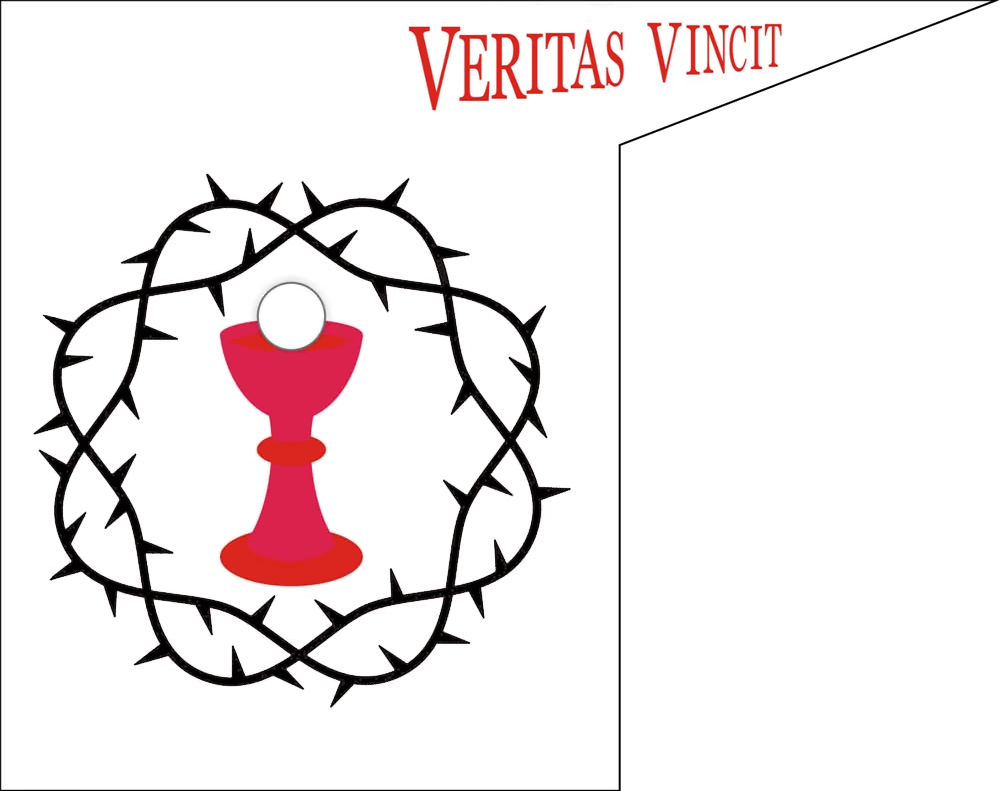
Banner des Felddorfes Tábor in hypothetischen Farben

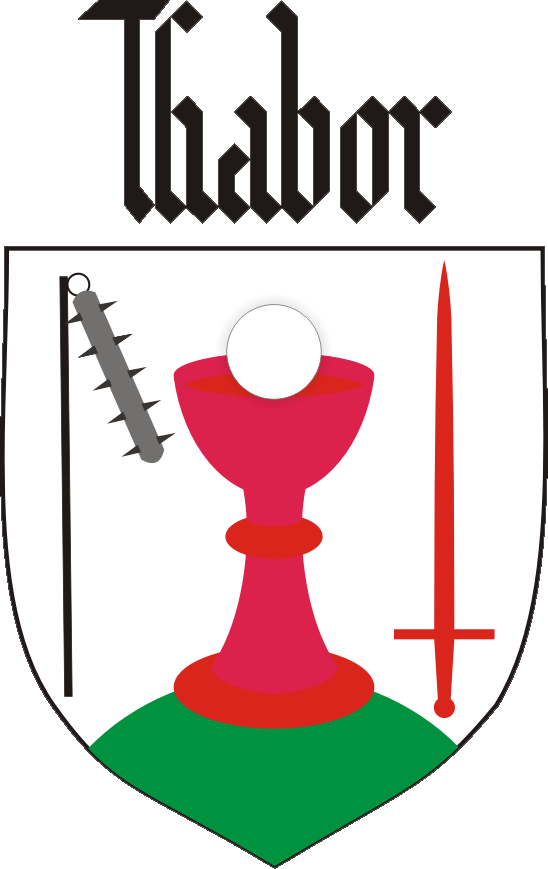
Wappen von Tábor bis 1437

Die Taboriten (tschechisch: táboriti) gehörten, wie die Orebiten, zum radikalen und besonders militanten Flügel der Hussiten.
1420 gründeten sie mit etwa 4000 Anhängern in Südböhmen die Stadt Tábor. Sie wollten dort nach dem Vorbild der christlichen Urgemeinde leben. Die Taboriten verwarfen Zeremoniell, Priesteramt und -gewänder sowie den Dienst an Reliquien und Bildern, die Heiligenverehrung, den Eid, das Seelenamt, das Fasten und einige der Sakramente wie die Beichte, aber nicht die Taufe und das Abendmahl. Anders als die Orebiten lehnten sie Kontakte zur römisch-katholischen Kirche nicht vollständig ab.

## Hussitenkriege

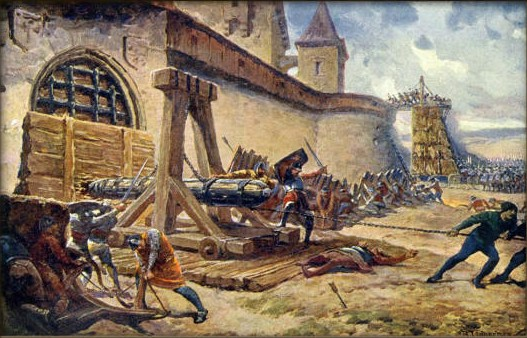
Die Taboriten erobern Prachatice

In den Hussitenkriegen erlangten die Taboriten einige bedeutende Siege. Der Anführer der Orebiten, der Adlige Jan Žižka von Trocnov (1360–1424) spielte dabei als Führer des gemeinsamen Heeres der Taboriten und Orebiten eine bedeutende Rolle. Auch seine Nachfolger, der Taborit Andreas Prokop und Matthias Louda von Klumtschan, waren erfolgreiche Feldherren. Als die Kalixtiner in den Schoß der katholischen Kirche zurückgekehrt waren, kam es am 30. Mai 1434 zur Schlacht von Lipan, in der sich die gemäßigten Hussiten mit kaiserlichen Truppen gegen die Streitkräfte der Taboriten und Orebiten durchsetzten. Damit war deren Einfluss gebrochen. Ulrich II. von Rosenberg schlug 1435 bei Křeč die Taboriten in der letzten Schlacht der Hussitenkriege. In der Folge wurden die fast 20 Jahre andauernden Kriege durch Verhandlungen beendet.

## Theologie
Die theologisch-theoretische Grundlage der Taboriten war das Matthäusevangelium. Die in Mt 17,1–12  erzählte Erhöhung Jesu auf einem unbenannten Berg legten die Taboriten (wie andere christliche Gruppen auch) auf den Berg Tabor.
Die Taboriten zeichneten sich durch einen einfachen Lebensstil mit schlichter Kleidung auch für Priester aus. Sie erwarteten aufgrund apokalyptischer Visionen und Vorahnungen die baldige Errichtung des „Reichs Christi auf Erden“ und das folgende jüngste Gericht.
Nach der Niederlage in der Schlacht am Weißen Berg konnten sich die Bekenner der taboritischen Lehre nur noch im Verborgenen treffen. Die meisten flüchteten ins Ausland, vorwiegend in deutsche Städte mit religiöser Toleranz. In Böhmen und Mähren blieben trotz Verfolgungen durch Gegenreformation und Kommunismus einige Gemeinden erhalten.
Nach einem kaiserlichen Edikt durften die Gemeinden ab 1816 auch offiziell unter dem Namen „Unitas fratrum“ (Brüderliche Einheit, tsch. Jednota Bratrská) in den Ursprungsländern Böhmen und Mähren tätig sein.